# MNG Airlines
MNG Airlines (eigentlich MNG Havayolları ve Taşımacılık A.Ş.) ist eine türkische Frachtfluggesellschaft mit Sitz in Istanbul. Sie hat ihre Basis auf dem alten Flughafen Istanbul-Atatürk.

## Geschichte
MNG Airlines wurde im Februar 1996 von Mehmet Nazif Günal gegründet und nahm den Flugbetrieb am 30. November 1997 auf.
Das Transatlantikgeschäft begann 1998 mit einem Flug von Frankfurt nach Toronto. Darauf folgte der Linienverkehr in die USA am 8. November 1998. MNG Airlines war bis 2006 Passagier- und Frachtfluggesellschaft, hat aber den Passagierbetrieb 2006 eingestellt und ist seitdem stärker im Cargobetrieb tätig.
Im Jahre 2008 wurde die slowenische Frachtfluglinie Solinair übernommen.

## Flugziele
MNG Airlines führt Frachtflüge hauptsächlich im Nahen und Fernen Osten sowie in die USA und nach Europa durch. Des Weiteren werden Charterflüge durchgeführt.
Im deutschsprachigen Raum werden Köln/Bonn, Leipzig/Halle und Basel-Mulhouse bedient.

## Flotte

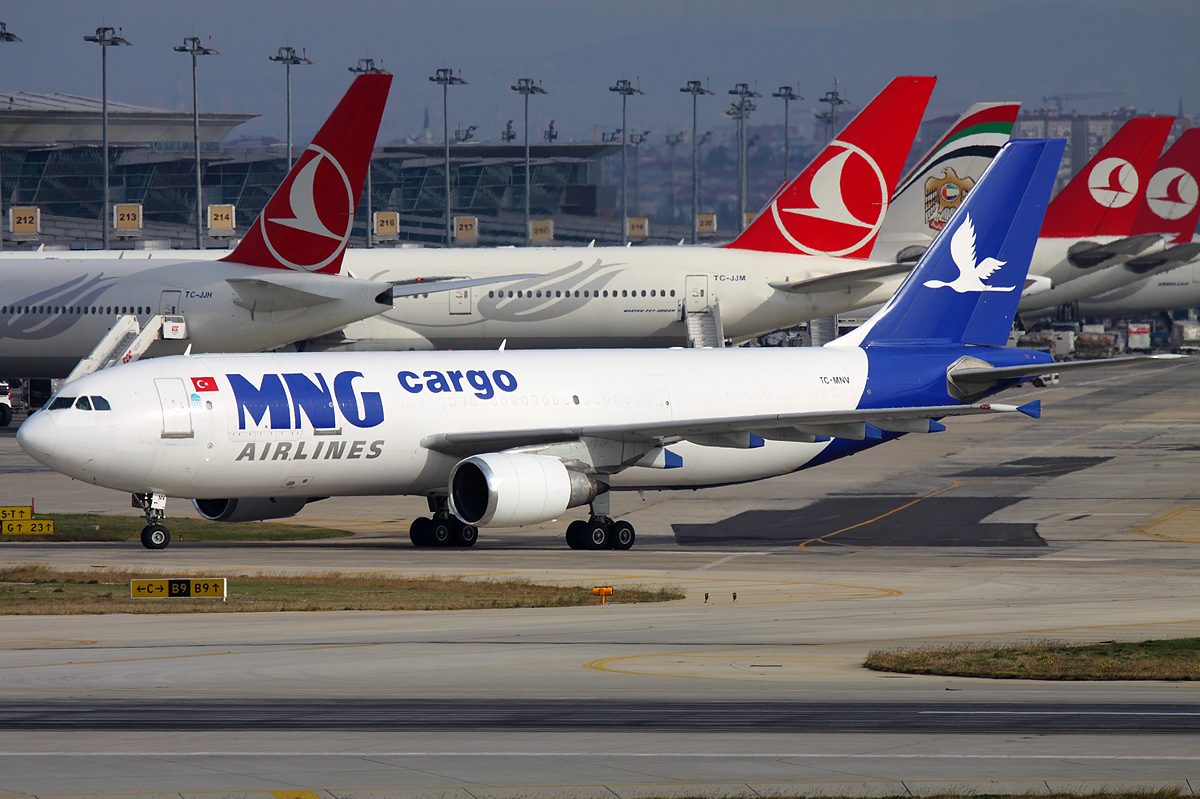
Airbus A300-600RF der MNG Airlines

Mit Stand Oktober 2023 besteht die Flotte der MNG Airlines aus elf Frachtflugzeugen mit einem Durchschnittsalter 23,1 Jahren:
| Flugzeugtyp        | Anzahl | bestellt | Anmerkungen            | Kapazität (in t) | Durchschnittsalter |
| ------------------ | ------ | -------- | ---------------------- | ---------------- | ------------------ |
| Airbus A300-600RF  | 06     |          | eine betrieben für DHL | 47               | 30,0 Jahre         |
| Airbus A321P2F     | 02     |          |                        | 27               | 15,4 Jahre         |
| Airbus A330-200F   | 01     |          |                        | 69               | 11,3 Jahre         |
| Airbus A330-300P2F | 02     |          |                        | 69               | 15,9 Jahre         |
| Gesamt             | 11     |          |                        |                  | 23,1 Jahre         |